# Parinya Charoenphol
Parinya Charoenphol (nascida em 9 de junho de 1981) (ปริญญา เจริญผล; RTGS: parinya charoenphon), apelidada de Toom, também conhecida pelo nome artístico Parinya Kiatbusaba e pelo nome coloquial Nong Toom ou Nong Tum, é uma boxeadora tailandesa, ex-campeã de muay Thai (boxe tailandês), modelo e atriz. Ela é uma kathoey, uma palavra tailandesa que se refere ao que é frequentemente considerado um gênero distinto na Tailândia e em outros lugares geralmente considerado homens ou mulheres transexuais que não se conformam com o gênero. Aos 18 anos, ela foi submetida a uma cirurgia de redesignação sexual.

## Carreira e projetos atuais
Sua vida pública começou em fevereiro de 1998, com uma vitória no Lumpini Boxing Stadium de Banguecoque, o centro do mundo do Muay Thai. A mídia tailandesa ficou intrigada com a novidade e a incongruência de uma jovem kathoey de 16 anos, maquiada, derrotando e depois beijando um oponente maior e mais musculoso.
Embora o governo tailandês já tivesse impedido Kathoeys de participar da seleção nacional de vôlei por medo de uma reação negativa do resto do mundo, o estabelecimento do Muay Thai abraçou Nong Toom, e as autoridades de turismo a promoveram como "um indicativo das maravilhas a serem encontradas" na Tailândia. O Muay Thai estava em uma crise de vários anos na época, e Nong Toom revitalizou o interesse da mídia e do público no esporte, como demonstrado pelo aumento nas vendas de ingressos e nas receitas dos estádios.
Ela foi retratada em diversas revistas e apareceu em muitos videoclipes tailandeses. Posteriormente, seu perfil público começou a desaparecer, mas suas lutas com uma estrangeira, bem como sua viagem ao Japão para lutar contra um desafiante japonês, a mantiveram no noticiário. No outono de 1998, havia pouca cobertura de Nong Toom na grande mídia ou na mídia de boxe.
Em 1999, Nong Toom causou considerável publicidade ao anunciar sua aposentadoria do kickboxing, sua intenção de se tornar cantora e seu plano de se submeter a uma cirurgia de redesignação sexual. Ela foi inicialmente rejeitada por alguns dos cirurgiões de Banguecoque a quem recorreu, mas conseguiu se submeter à cirurgia de redesignação sexual em 1999 no Yanhee International Hospital.
Em 26 de fevereiro de 2006, Nong Tum voltou como boxeadora. Ela lutou uma partida de exibição para a nova filial de Pattaya da Fairtex Gym (rebatizada de Nong Toom Fairtex Gym) lutando uma competição de 140 libras contra o japonês Kenshiro Lookchaomaekhemthong. Nong Toom venceu por decisão unânime após a luta de três rounds, deixando sua rival com um corte próximo ao olho causado por uma cotovelada no último round.
Nong Toom estava planejando outra luta de exibição para algum momento de 2006 com a boxeadora Lucia Rijker, que interpretou a letal "Urso Azul" no filme Million Dollar Baby.
Em outubro de 2007, Nong Toom fez sua primeira luta como mulher contra Jorina Baars em Arnhem, na Holanda.
Em 31 de maio de 2008, Nong Toom lutou contra Pernilla Johansson no Rumble of the Kings em Estocolmo, na Suécia, e venceu por decisão.
Em 2010, Nong Toom abriu um campo de boxe, Parinya Muay Thai, em Pran Buri, Tailândia, que ela possuía e operava com o ator e escritor americano Steven Khan.
A partir de 2011, ela ensinava Muay Thai e aeróbica para crianças na Baan Poo Yai School.

## Aparições em filmes e outras mídias
Sua história é contada no filme Beautiful Boxer de 2003, no qual ela foi interpretada pelo kickboxer Asanee Suwan. O filme ganhou vários prêmios nacionais e internacionais, mas teve sucesso limitado na Tailândia. O diretor do filme, Ekachai Uekrongtham, também escreveu a performance solo Boxing Cabaret para Nong Toom, que ela apresentou no verão de 2005 no Festival de Artes de Cingapura e mais tarde em Banguecoque.
A vida de Nong Toom como kathoey também faz parte do livro Ladyboys: The Secret World of Thailand's Third Gender da Maverick House Publishers.
Sua história também foi incluída no documentário da National Geographic, Hidden Genders (2003), de Julina Khusaini.
Ela teve um papel de destaque no filme de ação de super-heróis de 2006 Mercury Man, interpretando a irmã transgênero do personagem-título e demonstrando suas proezas no kickboxing contra os vilões. Em 2006, ela apareceu como estrela convidada nas séries de televisão da SBS World Record Pizza e Rallarsving na Suécia.